# Eup (Haute-Garonne)
Eup település Franciaországban, Haute-Garonne megyében. Lakosainak száma 137 fő (2022. január 1.). Eup Bezins-Garraux, Boutx, Chaum és Saint-Béat-Lez községekkel határos.

## Népesség
A település népességének változása:
| Lakosok száma | 128  | 157  | 151  | 139  | 131  | 127  | 133  | 136  | 135  | 137  |
|               | 1968 | 1982 | 1990 | 2006 | 2013 | 2015 | 2017 | 2019 | 2020 | 2022 |